# Come as You Were
Pour les articles homonymes, voir Breathless.
Singles de Jerry Lee Lewis
My Fingers Do the Talkin' Why You Been Gone So Long ?
Come as You Were est une chanson écrite par Paul Craft (en) et enregistrée, pour la première fois, par Jerry Lee Lewis. Elle sort en 1983 sous le label MCA Records et atteint la 66e place au classement Hot Country Songs en 1983. En face B, du disque, figure le titre Circumstantial Evidence.
La chanson est reprise en 1986 par Barbara Mandrell, dans son album Moments (en), puis en 1988 par T. Graham Brown (en), dans son album Come as You Were.

## Source de la traduction
- (en) Cet article est partiellement ou en totalité issu de l’article de Wikipédia en anglais intitulé « Come as You Were » (voir la liste des auteurs).